# Мельники (Шацька селищна громада)
Ме́льники — село в Україні, у Шацькій селищній територіальній громаді Ковельського району Волинської області. Населення становить 1192 осіб.
Мельники — село, яке розташоване у північно-західній частині Волинської області поблизу озера Пісочне. Мельники розміщені на північ від селища міського типу Шацьк на відстані 8 кілометрів.

## Адміністративна приналежність
Село Мельники до 1920 року належало до Шацької волості Володимир-Волинського повіту Волинської губернії Російської імперії.
У 1921-1939 роках — в складі ґміни Шацьк Любомльського повіту Волинського воєводства Польської Республіки.
У 1940-1963 роках село Мельники — у складі Шацького району Волинської області УРСР.
У 1963-1993 роках населений пункт належав до Шацької селищної ради Любомльського району Волинської області УРСР та України (з 1991 року). 
З 1993 року село у складі Шацької селищної ради відновленого Шацького району Волинської області України. 
З 30 вересня 2015 року населений пункт у Шацькій селищній об'єднаній територіальній громаді Шацького району.
12 червня 2020 року, відповідно до розпорядження Кабінету Міністрів України № 708-р «Про визначення адміністративних центрів та затвердження територій територіальних громад Волинської області», увійшло до складу Шацької селищної територіальної громади.
З 2020 року після ліквідації Шацького району село Мельники належить до Ковельського району Волинської області.

## Історія
Історія виникнення цього населеного пункту бере свій початок з давніх часів. Є дві версії походження назви цього села, обидві вони сходяться до слова «млин», який і був першою спорудою де з'явилось воно. За першою версією, назва пішла від того, що люди з навколишніх сіл приїжджали до вітряного млина молоти зерно на борошно. Але тут виникає питання: звідки і чому саме тут поставили млин? Відповідь дає друга версія походження назви нашого села. Кажуть, ніби то було це за часів перебування західноукраїнських земель під владою Польщі. Приблизно за 35 кілометрів від села у сусідній Білорусі на той час вже існувало село Мельники, господарем був заможний мельник, який мав трьох синів. Один з них зовсім не хотів працювати і не допомагав батькові. Коли він одружився, батько не захотів утримувати сім'ю сина і відправив його з дружиною по річці на південь від свого села. Молоді зрозуміли, що прийдеться виживати самостійно. Чоловік, знаючи одну лиш справу мельника, вирішив нею і зайнятися. В першу чергу йому потрібно було вибрати місце, де побудувати млин. Це було зробити важко, через те, що скрізь були дуже заліснені території. Тому зупинився саме тут, на території теперішнього села Мельники, у той час це була прирічкова відкрита місцевість, площею приблизно 10 квадратних кілометрів. Відповідно були умови для роботи вітряного млина. Молоде подружжя на горбочку біля річки Став спорудили його. Через деякий час, неподалік млина, побудували 18 хат. Це невеличке поселення було названо Мельниками на честь рідного села його засновників. Місцевими жителями село умовно поділене на чотири осередки, які мають свої народні назви: Котовицьке, Замістя, Попівщина, Олєндри.
Мельники розміщені між озерами Пісочне, Кримно, Озерці та Карасинець. Озеро Пісочне, яке розташоване на північний захід від села отримало свою назву через піски, що утворюють гарний берег та чисте без рослинності піщане дно.
На хуторі Хороми було близько 60 хат. Проживали там в основному люди із Шацька. Їм наділили землю в цьому урочищі і вони були змушені там поселитися. Поля були серед лісу, у якому росли сосни, берези, вільхи. Боліт майже не було. На полях вирощували льон, коноплі, жито, гречку, просо, садили картоплю. В кожному господарстві був кінь, корови, свині, вівці, кури. Купатися ходили на озеро Кримне.
На хуторі Замошення проживали 4 сім'ї. Люди на хуторі жили, як на острові. Кругом були болота та ліси, які кишіли комарами, вужами. Потрапити на хутір можна було тільки через міст, який був покладений на болоті. Поблизу хутора розміщене озеро Мошно. Свою назву отримало від слів «мох», «мошка», адже там багато комах (комарів, мошки). У болотах росте очерет, лепеха, осока, багно, верба, вільха, журавлина. А хутір був за озером тому назвали його Замошення. Кожен господар мав поле, ліс, болото. Щоб збільшити площу орних земель, люди були змушені вирубувати ліс. У 1944 році німці спалили хутір і люди були змушені жити в кузні. Зимували в Мельниках, будували хати на хуторі.
У 1957 році почали примусово перевозити людей у село. Сім'я Пастернаків, хоч хату побудували в селі, жили на хуторі в землянці до 1960 року. На початку 60-х років усі хуторяни були переселені в село Мельники. Урочища, де жили люди, називають так само, як називалися хутори.
В селі працювала школа, збудована у 20-х роках.

## Релігія
Мельники були приписним селом до смт. Шацьк, і прихожани ходили в церкву Різдва Пресвятої Богородиці. Неодноразово йшла мова про будівництво свого храму у селі, і 7 серпня 1997 року, на свято праведної Анни, відбулось закладення пам'ятної капсули і освячення місця під будівництво храму. А вже 29 жовтня 2005 року новозбудована церква святої Анни була освячена владикою Симеоном, єпископом Володимир-Волинським і Ковельським.

## Мистецьке життя
Починаючи з 2018 року, щоліта в Мельниках відбувається пленер імені Володимира Патика, заснований подружжям художників Остапа і Роксолани Патиків. У чотирьох пленерах (у зв’язку із пандемією та карантином у 2020-му пленер провести не вдалося, 2022-го року пленер не відбувся через початок повномасштабного вторгнення Російської Федерації) узяли участь понад 50 художників і мистецтвознавців з Києва, Львова, Мукачева, Донецька, Севастополя й Ужгорода, а також Китаю та Польщі.
Квінтесенцією серії пленерів стало проведення благодійної виставки-аукціону «Сучасне українське мистецтво» у грудні 2020-січні 2021 рр. у PMGallery у Львові та вручення Першої премії Володимира Патика для молодих художників. Цей унікальний пленер уже став важливою платформою для комунікації та мобільності митців.
2023-го року за ініціативи старости Мельників Руслани Сидорук і завдяки зусиллям львівських митців у селі створена мистецька галерея. До створення галереї практично долучилися такі художники: заслужений діяч мистецтв України, доцент катедри Національного лісотехнічного університету України Остап Патик, професорка катедри менеджменту мистецтва, кандидатка мистецтвознавства, перший проректор ЛНАМ 2012-2021 рр. Роксолана Патик, кандидат мистецтвознавства, викладачка катедри менеджменту мистецтв Львівської національної академії мистецтв Анна Єфімова, кандидат мистецтвознавства, старший викладач катедри художнього скла ЛНАМ Олена Якимова, кандидат мистецтвознавства, доцент, завідувачка катедри художнього дерева ЛНАМ Наталка Бенях, викладач катедри художнього дерева Єгор Тітенков.

## Відомі уродженці села
З відомих особистостей, що народилися в цьому населеному пункті, можна відзначити Цюриця Сергія Назаровича, який народився 17 грудня 1956 року в сім'ї колгоспників. Випускник факультету журналістики Київського держуніверситету імені Тараса Григоровича Шевченка, шукав себе у журналістиці, літературі, фольклористиці. Нині Сергій Цюриць завідувач редакційного-видавничого відділу навчально-методичного центру культури Волині. Редагує шкільну газету «Гроно», яка об'єднує талановитих дітей, керує літстудією. Автор збірок «Весілля папороті», «Сльоза», «Побачення на вулиці дощів».

## Населення
Згідно з переписом УРСР 1989 року чисельність наявного населення села становила 957 осіб, з яких 465 чоловіків та 492 жінки.
За переписом населення України 2001 року в селі мешкала 1181 особа.

### Мова
Розподіл населення за рідною мовою за даними перепису 2001 року:
| Мова       | Відсоток |
| ---------- | -------- |
| українська | 98,74 %  |
| білоруська | 0,67 %   |
| російська  | 0,59 %   |